# Kelleria rubimaculata
Kelleria rubimaculata är en kräftdjursart som beskrevs av Krishnaswamy 1952. Kelleria rubimaculata ingår i släktet Kelleria och familjen Kelleriidae. Inga underarter finns listade i Catalogue of Life.